# 月球24A號
月球24A號（又稱為月球 E-8-5M 412號、月球1975A）是蘇聯的月球探測器，它由質子K/D型運載火箭於1975年10月16日發射，因為上節火箭故障，未能到達軌道。